# Erdut

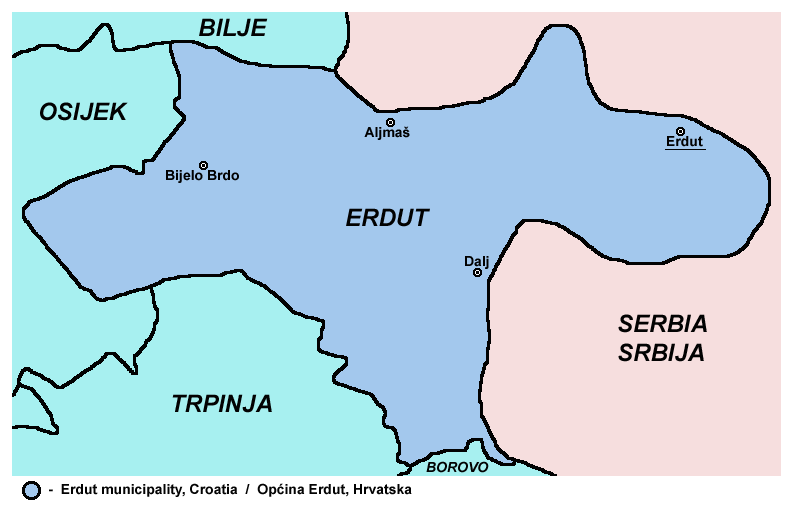

Erdut (Hongaars: Erdőd; Servisch: Ердут; Duits: Erdung) is een plaats en gemeente in de Kroatische provincie Osijek-Baranja. De naam van de plaats en gemeente is afkomstig uit het Hongaars en betekent bosweg.
Erdut telt 7308 inwoners. De oppervlakte bedraagt 158 km², de bevolkingsdichtheid is 53,3 inwoners per km².
De gemeente bestaat uit vier kernen ; Aljmaš (Almás), Brdo (Bijelo), Dalj (Dálya) en Erdut (Erdőd).
In Erdut bevindt zich het grootste wijnvat ter wereld met een volume van 75.000 liter.

## Geschiedenis
Volgens het bewijs van archeologische vondsten woonden er al in de prehistorie mensen op het grondgebied van de gemeente. Ten noordoosten van Dalj, ongeveer 4 km hemelsbreed, op de noordelijke oever van de Donau ligt de plaats "Stari Prkos en Kremenuša", die aan de noordkant wordt begrensd door de spoorlijn en de weg Dalj - Erdut. De eerste vondsten van de site werden gevonden in 1902. In de omliggende velden werden talloze oppervlaktestukken van fragmenten van keramiek, botten, stenen werktuigen en wapens gevonden, die volgens experts dateerden uit de brons- en ijzertijd.
De parochie van de nederzetting werd al in een document van Béla III van Hongarije vermeld tussen 1173 en 1196 als "ecclesia Sancti Regis de Erdeud". Daarin schetst de koning de grenzen van het landgoed genaamd "Zund". De nederzetting zelf wordt voor het eerst genoemd in schriftelijke bronnen als Erdöd in 1335. In een nieuwsbericht uit 1472 werd "Castelum Erdeed", oftewel het kasteel van Erdőd genoemd.
In de 15e eeuw wordt in de documenten melding gemaakt van het landgoed Erdöd als eigendom van de provoost van Titel en de familie Bánffy van Alsólindva. Het gebied stond tussen 1552 en 1687 onder Turkse heerschappij. Na de verdrijving van de Turken kwam het onder militair bestuur en vervolgens onder de Weense gerechtskamer.
In 1730 schonk koning Karel VI het dorp samen met andere Slavische dorpen aan de kamerraadslid Johann Baptist Maximiliaan, baron van Zuan. Erdut was de zetel van het enorme landgoed dat zo ontstond. Vlak voor de dood van zijn vrouw (in 1746 of 1747) verkocht hij het pand aan Palatine János Pálffy, die het bezat tot 1785. Iván Adamovich Kapistzrán Ik kocht het landgoed, dat destijds de dorpen van de streek Bácska omvatte. In de tweede helft van de 19e eeuw werd Ervin Cseh  (hoofd van de provincie Sirmium) eigenaar van Erdőd. Tot de nationalisatie na de Tweede Wereldoorlog waren de landgoederen eigendom van Irénke Cseh.
Tijdens de oorlog in Kroatië, die duurde van 1991 tot 1995, werd een groot deel van de Kroatische bevolking verdreven uit Erdut, net als in andere door Serviërs bezette delen van Slavonië. Serviërs namen hun intrek in de huizen van de vluchtelingen. Ook de rooms-katholieke kerk (die inmiddels is herbouwd) werd in deze periode verwoest. De beruchte vrije teamleider Željko Ražnatović, bijgenaamd Arkan, zette in Erdut zijn trainingskamp en hoofdkwartier op.
Op 12 november 1995 werd hier de zogenaamde Wapenstilstand getekend, die definitief een einde maakte aan de oorlog in Kroatië (en dus aan de Zuid-Slavische oorlogen) de zogenaamde overeenkomst van Erdut. Volgens dit document kwamen in 1998 Oost-Slavonië (inclusief het dorp Erdut) en Baranja weer onder Kroatisch bestuur.

## Bevolking
Tijdens de volkstelling van 2022 heeft de gemeente nog 5.436 inwoners; 2.918 Serven (53,68%), 2.093 Kroaten (38,50%) en 268 Hongaren (4,93%).
Volgens de volkstelling van 2011 heeft de gemeente 7.308 inwoners. De gemeente kent de volgende etnische groepen:  Serviërs (55,56%), Kroaten (37,96%) en Hongaren (5,06%).
Er zijn 4 kernen:
| Plaats      | Inwonertal |
| ----------- | ---------- |
| Aljmaš      | 610        |
| Bijelo Brdo | 1,976      |
| Dalj        | 3,952      |
| Erdut       | 818        |

De Serviërs wonen met name in Dalj, de Hongaren in de streek tussen Almas en Erdut. (Vooral op de heuvelrug langs de Donau in de streek Dályhegy/Daljska Planina).
Tijdens de volkstelling van 2001 had de gemeente 8417 inwoners, de samenstelling was toen: 53,91% Serviërs, 37,03% Kroaten en 5,13% Hongaren.
Tijdens de volkstelling van 1991 had de gemeente 10.197 inwoners; 5.165 Serviërs, 3.493 Kroaten, 562 Hongaren en 977 Joegoslaven en overige nationaliteiten.
Per kern was de bevolkingssamenstelling in 1991 als volgt:
- Aljmaš - totaal: 823, Kroaten - 673, Hongaren - 75, Serviërs - 9, Joegoslaven en overigen - 66
- Bijelo Brdo - totaal: 2.400, Serviërs - 1.941, Kroaten - 217, Hongaren - 11, Joegoslaven en overigen - 231
- Dalj - totaal: 5.515, Serviërs - 2.882, Kroaten - 1.805, Hongaren - 314, Joegoslaven en overigen - 514
- Erdut - totaal: 1.459, Kroaten - 798, Serviërs - 333, Hongaren - 162, Joegoslaven en overigen - 166

Steden (gradovi): Osijek · Beli Manastir · Belišće · Donji Miholjac · Đakovo · Našice · Valpovo

Gemeenten (općine): Antunovac · Bilje · Bizovac · Čeminac · Čepin · Darda · Donja Motičina · Draž · Drenje · Đurđenovac · Erdut · Ernestinovo · Feričanci · Gorjani · Jagodnjak · Kneževi Vinogradi · Koška · Levanjska Varoš · Magadenovac · Marijanci · Petlovac · Petrijevci · Podgorač · Podravska Moslavina · Popovac · Punitovci · Satnica Đakovačka · Semeljci · Strizivojna · Šodolovci · Trnava · Viljevo · Viškovci · Vladislavci · Vuka